# Ли Ланьцин
Ли Ланьци́н (кит. трад. 李嵐清, упр. 李岚清, пиньинь ǐ Lánqīng; род. 22 мая 1932 года) — китайский политик, являлся членом посткома Политбюро ЦК КПК, занимая пост первого вице-премьера в правительстве КНР. В период вице-премьерства (1998-2003 гг.) отвечал за национальную образовательную политику.

## Биография
Окончил Отделение менеджмента предприятия Фуданьского университета (1952 год). С сентября того же года член КПК.
В начале карьеры, Ли занимался развитием автомобильной отрасли КНР - работал на Первом Чанчуньском автомобильном заводе (член комитета по развитию автомобилестроения, заместитель руководителя комитета, 1952-1956 гг.).
В 1956-57 гг. был на практике в Советском Союзе (Горьковский автозавод и Завод имени Лихачёва).
1957-1959 гг. - назначен председателем комитета по развитию Первого Чанчуньского автомобильного завода. Параллельно учился в аспирантуре Северо-восточного народного университета (Научно-исследовательский институт экономики).
Позже был первым министром машиностроения в Государственной экономической комиссии.
В 1978 году он являлся одним из инициаторов «политики реформ и открытости» в КНР. Во время работы в Государственной административной комиссии (англ. State Foreign Investment Administrative Commission) по иностранным инвестициям, Ли занимался иностранными государственными займами.
Занимал пост генерального директора Администрации по иностранным инвестициям Министерства внешних экономических связей и торговли (англ. Foreign Investment Administration of the Ministry of Foreign Economic Relations and Trade). Был вице-мэром города Тяньцзинь. В Министерстве внешних экономических связей и торговли занимал посты заместителя министра и министра.
В январе 1992 года возглавлял китайскую правительственную делегацию, которая подписала серию договоров об установлении дипломатических отношений с государствами Центральной Азии, а также торгово-экономические межправительственные соглашения с Казахстаном, Кыргызстаном, Узбекистаном, Таджикистаном и Туркменистаном.
В 1990-1993 годах министр внешнеэкономических связей и торговли КНР. С 1993 года вице-премьер Госсовета КНР (четвёртый по рангу), с 1998 по 2003 гг. первый вице-премьер Госсовета КНР, с 1993 года являлся членом Политбюро ЦК КПК, с 1997 по 2002 год член его посткома.
Являлся членом Постоянного комитета Президиума 17-го Всекитайского съезда КПК (2007).
Он является автором книги «Образование для 1,3 миллиардов: к десятилетию реформ и развития образования» (англ. Education for 1.3 Billion: On 10 Years of Education Reform and Development. Книга была издана тиражом в 750 тыс. экземпляров и переведена на английский язык.